# Buena Esperanza
Buena Esperanza é uma cidade da Argentina, localizada na província de San Luis

## População
Conta com 2.933 habitantes (INDEC, 2010), o representa um aumento de 15,8% frente aos 2.531 habitantes (INDEC, 2001) do censo anterior.

## Clima
Os verões são quentes e os invernos frios. A temperatura mínima absoluta no período 2007-2012 foi de -14,1º C.

## Educação
- Escola N° 191 Prov. de La Pampa
- Colégio N° 24 Luisa Fantini de Cortés Aparicio
- Instituto Santa Rosa de Lima

## Festa patronal
- 30 de agosto: Santa Rosa de Lima